# Grand Prix automobile de France 2019
GP précédent GP suivant
Le Grand Prix automobile de France 2019 (Formula 1 Grand Prix de France 2019) disputé le 23 juin 2019 sur le circuit Paul-Ricard, est la 1005e épreuve du championnat du monde de Formule 1 courue depuis 1950. Il s'agit de la soixantième édition du Grand Prix de France comptant pour le championnat du monde de Formule 1 et de la huitième manche du championnat 2019. Le Grand Prix de France a fait son retour au Castellet après dix ans d'absence, en 2018. Le circuit varois avait déjà accueilli l'épreuve quatorze fois entre 1971 et 1983 et de 1985 à 1990, avant de laisser la place à Magny-Cours, pour dix-huit éditions, de 1991 à 2008.
Largement supérieures à la concurrence sur le tracé varois, les Mercedes verrouillent la première ligne pour la sixième fois de la saison et la soixante-troisième fois de leur histoire, établissant un nouveau record dans ce domaine. À chacune de ses deux tentatives en Q3, Lewis Hamilton bat le record du circuit, devance finalement son coéquipier Valtteri Bottas de 286 millièmes de seconde et porte son record de pole positions à quatre-vingt-six. Charles Leclerc, auteur du troisième temps, lui concède plus de six dixièmes alors que Max Verstappen, qui l'accompagne en deuxième ligne, est repoussé au delà d'une seconde. Les McLaren réalisent leur meilleure performance en qualifications depuis 2014 : Lando Norris devance en effet son coéquipier Carlos Sainz Jr. sur la troisième ligne. Sebastian Vettel, qui ne parvient pas à faire mieux que septième, part en quatrième ligne devant Daniel Ricciardo ; la cinquième ligne est composée de Pierre Gasly et Antonio Giovinazzi.
Intouchable, Lewis Hamilton passe les cinquante-trois tours en tête de la course, obtient sa sixième victoire de la saison, sa quatrième consécutive et la soixante-dix neuvième de sa carrière. Il creuse un écart supérieur à dix-huit secondes sur son coéquipier Valtteri Bottas, pour un sixième doublé des Flèches d'Argent en 2019 et le cinquantième de leur histoire. Elles restent invaincues en dix courses, depuis le Grand Prix du Brésil 2018. Parti troisième, Charles Leclerc conserve sa place jusqu'au bout, en revenant dans les échappements de Bottas en délicatesse avec ses pneus, dans le dernier tour, mais ne trouvant pas l'ouverture pour le doubler. De même, Max Verstappen effectue une course solitaire au quatrième rang sans espoir de faire mieux. Sebastian Vettel dépasse les deux McLaren en sept tours, s'installe au cinquième rang et se ménage un écart suffisant pour chausser des gommes tendres à deux tours de l'arrivée et s'attribuer le point du meilleur tour dans la dernière boucle. Carlos Sainz Jr. termine sixième et dernier pilote dans le même tour que le vainqueur. 
Dans une course très peu animée, ressemblant à une longue procession, la dernière boucle est le théâtre d'une passe d'armes musclée pour le gain de la septième place, entre Lando Norris, affecté par un problème d'hydraulique (élu pilote du jour), Kimi Räikkönen et Daniel Ricciardo avec Nico Hülkenberg en observateur. Ricciardo dépasse Norris en le poussant hors de la piste, puis Raïkkönen en mettant ses quatre roues à l'extérieur du tracé ; septième sur la ligne d'arrivée, il écope d'une double pénalité de dix secondes pour ces deux actions et se retrouve hors des points. En perdition, Norris est dépassé par Räikkönen et Hülkenberg et se classe neuvième ; Pierre Gasly récupère le point de la dixième place. 
Le quintuple champion du monde britannique prend le large en tête du championnat avec 187 points ; il devance son coéquipier Bottas (151 points) et repousse Vettel (111 points) à 76 unités. Verstappen reste quatrième (100 points) devant Leclerc (87 points), Gasly (37 points) et Sainz (26 points). Chez les constructeurs, Mercedes (338 points), au premier rang, possède près du double de points de Ferrari (198 points) ; suivent Red Bull Racing (137 points), McLaren (40 points), Renault (32 points), Racing Point et Alfa Romeo (19 points), Toro Rosso (17 points) et Haas (16 points).

## Pneus disponibles
| Pneus pour piste sèche | Pneus pour piste sèche | Pneus pour piste sèche | Pneus pluie    | Pneus pluie |
| ---------------------- | ---------------------- | ---------------------- | -------------- | ----------- |
| Durs (Type C2)         | Médiums (Type C3)      | Tendres (Type C4)      | Intermédiaires | Pluie       |

## Essais libres

### Première séance, le vendredi de 11 h à 12 h 30
| Pos. | Pilote           | Voiture        | Chrono         | Écart     |
| ---- | ---------------- | -------------- | -------------- | --------- |
| 1    | Lewis Hamilton   | Mercedes       | 1 min 32 s 728 |           |
| 2    | Valtteri Bottas  | Mercedes       | 1 min 32 s 807 | + 0 s 069 |
| 3    | Charles Leclerc  | Ferrari        | 1 min 33 s 111 | + 0 s 373 |
| 4    | Max Verstappen   | Red Bull-Honda | 1 min 33 s 618 | + 0 s 880 |
| 5    | Sebastian Vettel | Ferrari        | 1 min 33 s 790 | + 1 s 052 |
| 6    | Pierre Gasly     | Red Bull-Honda | 1 min 34 s 091 | + 1 s 353 |

- Nicholas Latifi, pilote-essayeur chez Williams F1 Team, remplace George Russell lors de cette séance d'essais[3].

### Deuxième séance, le vendredi de 15 h à 16 h 30
| Pos. | Pilote           | Voiture         | Chrono         | Écart     |
| ---- | ---------------- | --------------- | -------------- | --------- |
| 1    | Valtteri Bottas  | Mercedes        | 1 min 30 s 937 |           |
| 2    | Lewis Hamilton   | Mercedes        | 1 min 31 s 361 | + 0 s 424 |
| 3    | Charles Leclerc  | Ferrari         | 1 min 31 s 586 | + 0 s 649 |
| 4    | Sebastian Vettel | Ferrari         | 1 min 31 s 665 | + 0 s 728 |
| 5    | Lando Norris     | McLaren-Renault | 1 min 31 s 882 | + 0 s 945 |
| 6    | Max Verstappen   | Red Bull-Honda  | 1 min 32 s 049 | + 1 s 112 |

### Troisième séance, le samedi de 13 h à 14 h
| Pos. | Pilote           | Voiture        | Chrono         | Écart     |
| ---- | ---------------- | -------------- | -------------- | --------- |
| 1    | Valtteri Bottas  | Mercedes       | 1 min 30 s 159 |           |
| 2    | Lewis Hamilton   | Mercedes       | 1 min 30 s 200 | + 0 s 041 |
| 3    | Charles Leclerc  | Ferrari        | 1 min 30 s 605 | + 0 s 446 |
| 4    | Sebastian Vettel | Ferrari        | 1 min 30 s 633 | + 0 s 474 |
| 5    | Max Verstappen   | Red Bull-Honda | 1 min 31 s 538 | + 1 s 379 |
| 6    | Pierre Gasly     | Red Bull-Honda | 1 min 31 s 599 | + 1 s 440 |

## Séance de qualifications

### Résultats des qualifications
| Pos.                                                                                      | Pilote             | Écurie                    | Qualifications 1 | Qualifications 2 | Qualifications 3 |
| ----------------------------------------------------------------------------------------- | ------------------ | ------------------------- | ---------------- | ---------------- | ---------------- |
| 1                                                                                         | Lewis Hamilton     | Mercedes                  | 1 min 30 s 609   | 1 min 29 s 520   | 1 min 28 s 319   |
| 2                                                                                         | Valtteri Bottas    | Mercedes                  | 1 min 30 s 550   | 1 min 29 s 437   | 1 min 28 s 605   |
| 3                                                                                         | Charles Leclerc    | Ferrari                   | 1 min 30 s 647   | 1 min 29 s 699   | 1 min 28 s 965   |
| 4                                                                                         | Max Verstappen     | Red Bull-Honda            | 1 min 31 s 327   | 1 min 30 s 099   | 1 min 29 s 409   |
| 5                                                                                         | Lando Norris       | McLaren-Renault           | 1 min 30 s 989   | 1 min 30 s 019   | 1 min 29 s 418   |
| 6                                                                                         | Carlos Sainz Jr.   | McLaren-Renault           | 1 min 31 s 073   | 1 min 30 s 319   | 1 min 29 s 522   |
| 7                                                                                         | Sebastian Vettel   | Ferrari                   | 1 min 31 s 075   | 1 min 29 s 506   | 1 min 29 s 799   |
| 8                                                                                         | Daniel Ricciardo   | Renault                   | 1 min 30 s 954   | 1 min 30 s 369   | 1 min 29 s 918   |
| 9                                                                                         | Pierre Gasly       | Red Bull-Honda            | 1 min 31 s 152   | 1 min 30 s 421   | 1 min 30 s 184   |
| 10                                                                                        | Antonio Giovinazzi | Alfa Romeo-Ferrari        | 1 min 31 s 180   | 1 min 30 s 408   | 1 min 33 s 420   |
| 11                                                                                        | Alexander Albon    | Toro Rosso-Honda          | 1 min 31 s 445   | 1 min 30 s 461   |                  |
| 12                                                                                        | Kimi Räikkönen     | Alfa Romeo-Ferrari        | 1 min 30 s 972   | 1 min 30 s 533   |                  |
| 13                                                                                        | Nico Hülkenberg    | Renault                   | 1 min 30 s 865   | 1 min 30 s 544   |                  |
| 14                                                                                        | Sergio Pérez       | Racing Point-BWT Mercedes | 1 min 30 s 964   | 1 min 30 s 738   |                  |
| 15                                                                                        | Kevin Magnussen    | Haas-Ferrari              | 1 min 31 s 166   | 1 min 31 s 440   |                  |
| 16                                                                                        | Daniil Kvyat       | Toro Rosso-Honda          | 1 min 31 s 564   |                  |                  |
| 17                                                                                        | Romain Grosjean    | Haas-Ferrari              | 1 min 31 s 626   |                  |                  |
| 18                                                                                        | Lance Stroll       | Racing Point-BWT Mercedes | 1 min 31 s 726   |                  |                  |
| 19                                                                                        | George Russell     | Williams-Mercedes         | 1 min 32 s 789   |                  |                  |
| 20                                                                                        | Robert Kubica      | Williams-Mercedes         | 1 min 33 s 205   |                  |                  |
| Temps minimal à réaliser pour la qualification : 1 min 36 s 888 (107 % de 1 min 30 s 550) |                    |                           |                  |                  |                  |

### Grille de départ
- Daniil Kvyat, auteur du seizième temps, est pénalisé d'un recul de vingt-cinq places sur la grille de départ. Le Russe utilise en effet la nouvelle spécification du moteur Honda ce qui le fait dépasser son quota de trois moteurs à combustion interne par saison. Condamné à écoper d’une pénalité, son écurie a choisi par la même occasion de remplacer trois des cinq autres composants de son groupe propulseur (MGU-H, batteries et boîte électronique de contrôle). Kvyat utilise également un nouvel exemplaire de turbocompresseur (ce changement se fait toutefois dans les limites du quota alloué pour la saison) ; il s'élance de la dix-neuvième place[7].
- George Russell, auteur du dix-neuvième temps, est pénalisé d'un recul de vingt places sur la grille de départ après le changement de la batterie et du système électronique ; il s'élance de la vingtième place[8].

## Course

### Classement de la course
| Pos. | no | Pilote             | Écurie                    | Tours | Temps/Abandon                                     | Grille  | Points |
| ---- | -- | ------------------ | ------------------------- | ----- | ------------------------------------------------- | ------- | ------ |
| 1    | 44 | Lewis Hamilton     | Mercedes                  | 53    | 1 h 24 min 31 s 198 (226,775 km/h)                | 1       | 25     |
| 2    | 77 | Valtteri Bottas    | Mercedes                  | 53    | + 18 s 056                                        | 2       | 18     |
| 3    | 16 | Charles Leclerc    | Ferrari                   | 53    | + 18 s 985                                        | 3       | 15     |
| 4    | 33 | Max Verstappen     | Red Bull-Honda            | 53    | + 34 s 905                                        | 4       | 12     |
| 5    | 5  | Sebastian Vettel   | Ferrari                   | 53    | + 1 min 02 s 796                                  | 7       | 10 + 1 |
| 6    | 55 | Carlos Sainz Jr.   | McLaren-Renault           | 53    | + 1 min 35 s 462                                  | 6       | 8      |
| 7    | 7  | Kimi Räikkönen     | Alfa Romeo-Ferrari        | 52    | + 1 tour                                          | 12      | 6      |
| 8    | 27 | Nico Hülkenberg    | Renault                   | 52    | + 1 tour                                          | 13      | 4      |
| 9    | 4  | Lando Norris       | McLaren-Renault           | 52    | + 1 tour                                          | 5       | 2      |
| 10   | 10 | Pierre Gasly       | Red Bull-Honda            | 52    | + 1 tour                                          | 9       | 1      |
| 11   | 3  | Daniel Ricciardo   | Renault                   | 52    | + 1 tour (dont 10 s de pénalité)                  | 8       |        |
| 12   | 11 | Sergio Pérez       | Racing Point-BWT Mercedes | 52    | + 1 tour (dont 5 s de pénalité purgées en course) | 14      |        |
| 13   | 18 | Lance Stroll       | Racing Point-BWT Mercedes | 52    | + 1 tour                                          | 17      |        |
| 14   | 26 | Daniil Kvyat       | Toro Rosso-Honda          | 52    | + 1 tour                                          | pitlane |        |
| 15   | 23 | Alexander Albon    | Toro Rosso-Honda          | 52    | + 1 tour                                          | 11      |        |
| 16   | 99 | Antonio Giovinazzi | Alfa Romeo-Ferrari        | 52    | + 1 tour                                          | 10      |        |
| 17   | 20 | Kevin Magnussen    | Haas-Ferrari              | 52    | + 1 tour                                          | 15      |        |
| 18   | 88 | Robert Kubica      | Williams-Mercedes         | 51    | + 2 tours                                         | 18      |        |
| 19   | 63 | George Russell     | Williams-Mercedes         | 51    | + 2 tours                                         | 20      |        |
| Abd. | 8  | Romain Grosjean    | Haas-Ferrari              | 44    | Retrait volontaire                                | 16      |        |

### Pole position et record du tour
- Pole position :  Lewis Hamilton (Mercedes) en 1 min 28 s 319 (238,127 km/h)[10].
- Meilleur tour en course :  Sebastian Vettel (Ferrari) en 1 min 32 s 740 (226,775 km/h) au cinquante-troisième tour ; cinquième à l'arrivée, il remporte le point bonus associé au meilleur tour en course[11].

### Tours en tête
- Lewis Hamilton (Mercedes) : 53 tours (1-53)[12]

## Classements généraux à l'issue de la course
| Pos. | Pilote           | Écurie                    | Points |
| ---- | ---------------- | ------------------------- | ------ |
| 1    | Lewis Hamilton   | Mercedes                  | 187    |
| 2    | Valtteri Bottas  | Mercedes                  | 151    |
| 3    | Sebastian Vettel | Ferrari                   | 111    |
| 4    | Max Verstappen   | Red Bull-Honda            | 100    |
| 5    | Charles Leclerc  | Ferrari                   | 87     |
| 6    | Pierre Gasly     | Red Bull-Honda            | 37     |
| 7    | Carlos Sainz Jr. | McLaren-Renault           | 26     |
| 8    | Kimi Räikkönen   | Alfa Romeo-Ferrari        | 19     |
| 9    | Daniel Ricciardo | Renault                   | 16     |
| 10   | Nico Hülkenberg  | Renault                   | 16     |
| 11   | Kevin Magnussen  | Haas-Ferrari              | 14     |
| 12   | Lando Norris     | McLaren-Renault           | 14     |
| 13   | Sergio Pérez     | Racing Point-BWT Mercedes | 13     |
| 14   | Daniil Kvyat     | Toro Rosso-Honda          | 10     |
| 15   | Alexander Albon  | Toro Rosso-Honda          | 7      |
| 16   | Lance Stroll     | Racing Point-BWT Mercedes | 6      |
| 17   | Romain Grosjean  | Haas-Ferrari              | 2      |

| Pos. | Écurie                    | Points |
| ---- | ------------------------- | ------ |
| 1    | Mercedes                  | 338    |
| 2    | Ferrari                   | 198    |
| 3    | Red Bull-Honda            | 137    |
| 4    | McLaren-Renault           | 40     |
| 5    | Renault                   | 32     |
| 6    | Racing Point-BWT Mercedes | 19     |
| 7    | Alfa Romeo-Ferrari        | 19     |
| 8    | Toro Rosso-Honda          | 17     |
| 9    | Haas-Ferrari              | 16     |

## Statistiques
Le Grand Prix de France 2019 représente :
- la 86e pole position de Lewis Hamilton, sa deuxième au Grand Prix de France et sa troisième de la saison[15] ;
- la 79e victoire de Lewis Hamilton[16] ;
- la 95e victoire de Mercedes Grand Prix en tant que constructeur[17] ;
- la 181e victoire de Mercedes en tant que motoriste[18] ;
- le 50e doublé de Mercedes Grand Prix[19] ;
- le 300e départ en Grand Prix de Kimi Räikkönen[20].

Au cours de ce Grand Prix :
- Mercedes Grand Prix place ses deux voitures sur la première ligne de la grille de départ pour la 63e fois et bat le record précédemment codétenu avec McLaren, Ferrari et Williams[21] ;
- Lewis Hamilton passe la barre des 3 200 points inscrits en Formule 1 (3 205 points inscrits)[22] ;
- Valtteri Bottas passe la barre des 1 100 points inscrits en Formule 1 (1 114 points inscrits)[23] ;
- Lando Norris est élu « Pilote du jour » à l'issue d'un vote organisé sur le site officiel de la Formule 1[24] ;
- Yannick Dalmas (24 départs en Grands Prix de Formule 1 entre 1987 et 1994 et quadruple vainqueur des 24 Heures du Mans en 1992, 1994, 1995 et 1999) est nommé conseiller auprès des commissaires de course par la FIA pour les aider dans leurs jugements[25].